# Сан Роке (отбор)
Клуб Депортиво Сан Роке де Лепе (на испански: Club Deportivo San Roque de Lepe SAD) е испански футболен отбор от град Лепе, провинция Уелва област Андалусия. Основан е през 1956 г.
Понастоящем тимът играе в Терсера дивисион.
|  | Тази страница частично или изцяло представлява превод на страницата Club Deportivo San Roque de Lepe в Уикипедия на испански. Оригиналният текст, както и този превод, са защитени от Лиценза „Криейтив Комънс – Признание – Споделяне на споделеното“, а за съдържание, създадено преди юни 2009 година – от Лиценза за свободна документация на ГНУ. Прегледайте историята на редакциите на оригиналната страница, както и на преводната страница, за да видите списъка на съавторите. ВАЖНО: Този шаблон се отнася единствено до авторските права върху съдържанието на статията. Добавянето му не отменя изискването да се посочват конкретни източници на твърденията, които да бъдат благонадеждни. |